# Богл, Эрик
Эрик Богл (англ. Eric Bogle, род. 23 сентября 1944 года в Пиблсе, Шотландия) — австралийский фолк-исполнитель и автор, прославившийся в первую очередь двумя антивоенными песнями, на которые было создано множество кавер-версий: «And the Band Played Waltzing Matilda» и «No Man’s Land (The Green Fields of France)».

## Биография
Эрик Богл родился в семье шотландского волынщика, начал писать стихи в восьмилетнем возрасте, позже пытался добиться успеха на скиффл-сцене. В 1969 году он эмигрировал в Австралию, здесь женился и поселился в Брисбене, став активным участником фолк-клуба в Канберре (Canberra Folk Club).
Лишь в 1980 году Эрик Богл решил стать профессиональным музыкантом. К этому времени он уже приобрел всемирную известность как автор «And the Band Played Waltzing Matilda» (1972). Это трогательное и трагическое повествование о судьбе воинов австралийской и новозеландской пехоты (ANZAC), сражавшихся у Галлиполи, положило начало ставшей впоследствии знаменитой серии композиций Богла о Первой мировой войне. Песню исполняли и записывали в разное время в общей сложности более 80 музыкантов.
«No Man’s Land (Green Fields of France)», песня, созданная автором под впечатлением от посещения военного кладбища на севере Франции, также приобрела большую известность и часто исполняется как посвящение всем павшим на полях сражений. В исполнении The Fureys она 26 недель находилась в ирландских чартах, 10 из них — на #1.
Эрик Богл живёт неподалёку от Аделаиды и выступает с ансамблем, в составе которого — Джон Джонс (англ. Jon Jones, скрипка, гитара) и Дэвид О Нил (англ. David O’Neill, мандолина). С ним также сотрудничает клавишник, бас-гитарист и саксофонист Иэн Блэйк (экс-Pyewackett).
В числе музыкантов, в разное время исполнявших песни Эрика Богла, — Джун Тэйбор, The Men They Couldn't Hang, The Clancy Brothers, Джон Макдермотт, Лиэм Клэнси, Майк Хардинг, The Pogues, Dropkick Murphys, Билли Брэнн, Джон Уильямсон. В 2000 году бокс-сет Богла (5 CD) под названием «Singing The Spirit Home». В 2006 году он провел большое турне по Великобритании.
Эрик Богл — кавалер Ордена Австралии. За свою деятельность он был награждён Медалью Мира ООН (англ. U.N. Peace Medal).

## Дискография
| - 1980 Now I’m Easy - 1981 Scraps of Paper - 1982 Down Under - 1982 In Person - 1982 Pure - 1985 When the Wind Blows - 1986 In Concert [live] - 1987 Singing in the Spirit Home - 1988 Something of Value - 1990 Songbook - 1991 Voices in the Wilderness | - 1993 Mirrors - 1994 Songbook, Vol. 2 - 1995 I Wrote This Wee Song - 1996 Plain and Simple - 1997 Emigrant & the Exile - 1997 Hard Hard Times - 1998 Small Miracles - 2000 Endangered Species - 2002 The Colour of Dreams - 2005 Live in Person - 2005 At This Stage: The Live Collection - 2005 Down Under, Vol. 2 - 2005 Other People’s Children |  |

## Видео
- And The Band Played Waltzing Matilda, The Pogues, live
- Green Fields of France, The Corries